# 정원

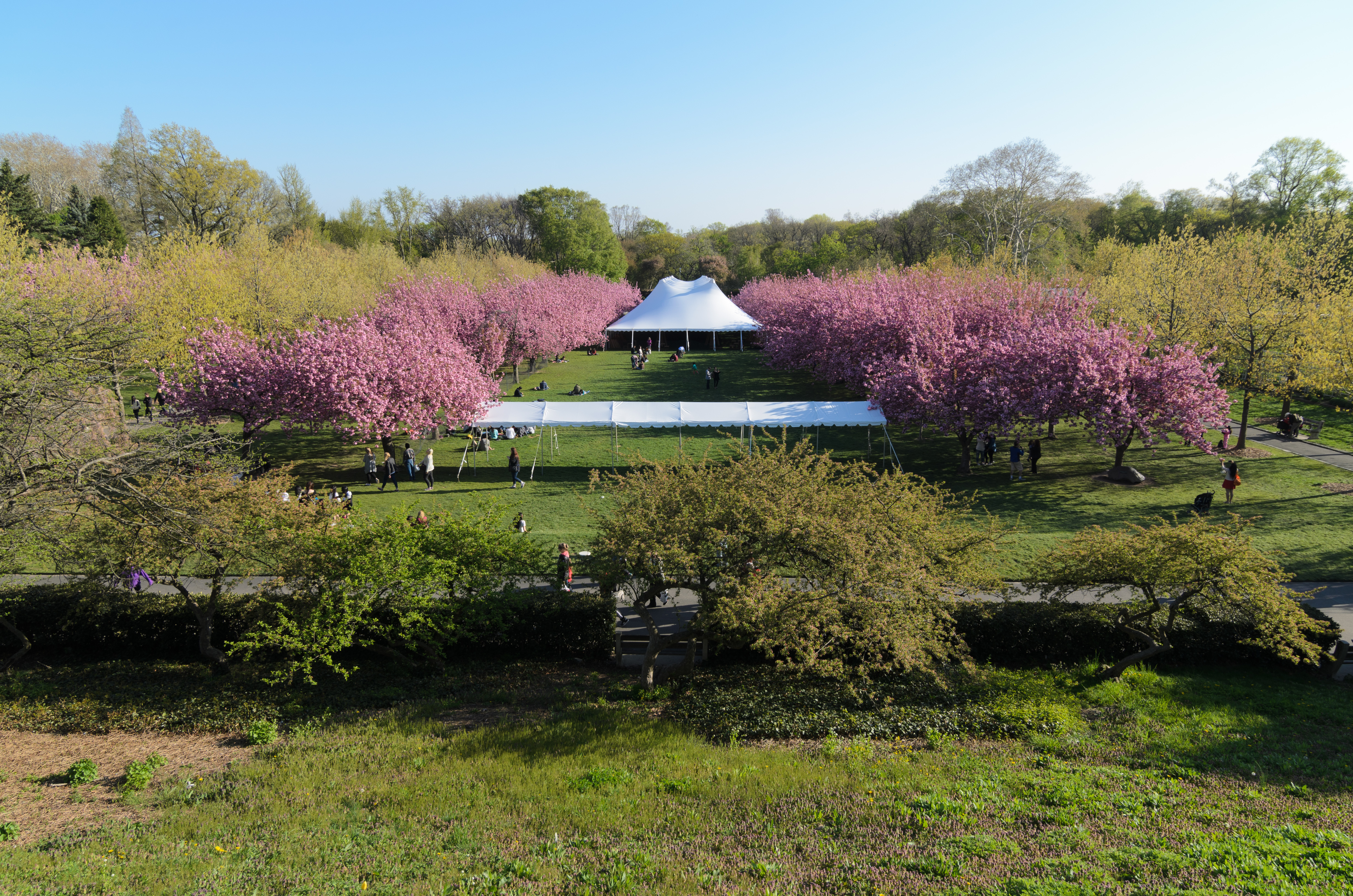
분홍색 프룬 '칸잔' 벚나무가 있는 브루클린 식물원의 한 구역

정원(庭園, 영어: garden)은 일반적으로 실외에 식물 등 자연을 이용해 조성된 공간이다. 자연적으로 형성될 수도 있으며, 인공적으로 조성될 수도 있다. 가장 흔한 것은 주택 바깥의 뜰이다.
서양의 정원은 대개 식물을 중심으로 구성되나, 공원이나 동물원, 식물원도 일종의 정원이라고 볼 수 있다. 동양은 고산수라는 형식의 정원이 있어 식물과 물 없이 돌 위주로 꾸며지기도 한다. 장식용 건물과 연못, 폭포, 개울 등을 포함할 수 있다. 순수 관상용 정원과 소규모 농장을 포함한 정원이 있다.

## 이름

### 사전적 정의
- 정의1 : 미관이나 위락 또는 실용을 목적으로, 주로 주거 주위에 수목을 심든가, 또는 이 밖에 특별히 조경이 된 토지
- 정의2 : 집안의 뜰[1]

### 어원
정원을 뜻하는 영어단어 'garden'은 헤브라이어 'gan'과 'oden' 또는 'eden'의 합성어인데, gan은 울타리 또는 둘러싸는 공간이나 둘러싸는 행위를 의미하며, oden은 즐거움이나 기쁨을 의미한다. 또 영어 단어 yard, court 및 라틴어 hortus(호르투스)는 어원이 같은데 모두 폐쇄된 공간(an enclosed space)과 관련이 있다. 영국식 영어의 garden은 대지의 좁게 폐쇄된 땅(a small enclosed area of land)과 관련이 있는데 대개 건물에 붙어있다. 미국식 영어에서는 뜰(yard)과 관련된다.

### 정원(庭園)
정원(庭園)이라는 단어는 일본인들이 19세기 후반에 만들어낸 말이다. 한국은 과거에 주로 중국말인 원림(園林), 임천(林泉), 정원(庭院) 등으로 불렀고 일제 강점기에 정원(庭園)이라는 말이 도입되었다.

### 정원을 가리키는 각국 언어
- 영어 garden(가든)
- 독일어 garten(가르텐)
- 불어 jardin(자댕)
- 이태리어 giardino(자르디노)
- 스페인어 jardin(하르딘)

## 정원에 대한 동서양의 접근방식
동양적 의미에서 정원은 일정하게 구획된 빈 땅에 약간의 초화류나 유실수를 심고 채원을 만들어 여유 있는 삶을 살고자 하는 서민들의 바람에서 출발한 장소인 반면에 서구적 의미에서 대개 주택의 외부공간을 실용적•심미적 목적으로 처리한 뜰을 뜻한다.

## 역사

### 고대와 중세
고대 원시인들은 정착생활을 시작하면서 맹수나 적의 침략을 막기 위하여 담장을 만들고, 채소와 과수목을 재배한 후부터 정원의 역사가 시작되었는데, 토질과 기후조건의 영향이 매우 컸다.
이집트에서는 나일강의 범람으로 과수목, 목재용, 관상용 등의 나무를 다른 곳 아닌 그들 정원에 재배하였으며 사카모어, 야자수, 포도나무 등을 신성시했다. 장식된 기둥으로 포도등책을 만들어 항상 신선한 그늘과 과일을 즐겼으며 물을 공급하기 위하여 연못을 갖추었다.
고대 희랍은 정치·문학·철학의 발달로 정원은 도외시 되었으나 꽃병, 화분 등으로 제단이나 성역을 장식했던 것이다.
중세기 유럽은 사원의 승려생활이 큰 비중을 차지하였는데, 이 사원은 거의 성곽으로 싸였고 일반인과 같이 생활수단으로 채소재배를 하여 정원이 형성되었다.
16세기 르네상스 시대의 이탈리아는 정원개발의 전성을 이루었는데, 많은 부호상인들의 정원은 그 장식에 예술의 극치를 이루었다. 이런 정원은 수천 평 면적으로 과수원이나 둘레를 관목으로 담장하고 그 안에 장미 정원, 분수, 정돈된 산책로, 석조각 등으로 그 부를 과시했으며 종합예술의 표현을 이루었다.
프랑스는 왕의 궁전의 공원은 큰 규모로 프랑스 전 국력을 기울였으며 웅대한 뱃놀이를 위한 분수 연못과 오렌지 과수원 등의 광대성은 예술적인 많은 조각상과 함께 왕의 위신과 위력을 증명했다.
르네상스 시대 영국정원은 지주의 동일가계(同一家系) 존속으로 보수적인 농원을 수백년 보존할 수 있었으나, 이탈리아·프랑스의 영향으로 헨리8세 시대에 성과 궁전의 정원형태를 바꿨으며 채소밭 형태를 면치 못했다. 메리와 엘리자베스 여왕시대 신세계 탐험으로 새로운 식물이 수입되어서 식물에 대한 인식이 높아져 기하학적인 형태의 식물원정원이 이루어졌다.
근세 18세기 중국 왕궁은 인공적으로 연못을 파고 그 흙은 동산을 만들어 정자와 나무를 심고 물고기를 길러서 유럽의 기하학적인 정원과 다른 자연풍경의 정원을 조성해서 유럽으로부터의 여행자들에게 감명을 주었으며, 영국은 이 영향으로 조경정원을 만들어 낭만적인 예술을 창조했다.

### 근대와 현대
18세기 산업혁명은 근대사회를 형성해 갔으나 19세기에 들어서자 유럽의 사회정세는 특권계급의 대정원의 소유를 점차로 허가하지 않게 되었다. 그로 말미암아 공공적인 정원인 공원이 만들어지게 되었다. 영국에서 탄생한 도시공원은 미국, 독일, 프랑스로 퍼져갔다. 올름스테드(F.Olmsted 1823~1903)는 19세기 미국의 위대한 조원가로서 뉴욕의 한가운데에 센트럴 파크를 비롯하여 수많은 자연식 공원을 만들었다.
한편 중소주택에도 새로운 경향의 정원이 제안되어 현대정원을 생기게 한 기초가 되었는데, 근대건축식 정원으로 불려 실용적이고 기능적으로 동양정원의 강력한 영향을 받은 정원이었다. 뜰은 무엇보다도 옥외의 거실이란 생각에서 '옥외의 집'이란 명칭이 주어졌다. 도시주택에 있어서는 밀도가 높은 자연을 불러들이는 방법이 고려되어 가운데 뜰이나 옥상, 베란다 정원이 생겨났다.
20세기에는 '옥외의 집'이란 생각이 보편화되었다. 영국의 터나드(C. Tunard)는 현대정원에 대해서 첫째는 기능주의, 둘째는 동양정원, 셋째는 현대예술이라고 진술하였다. 두 번째의 동양정원은 비대칭이고 밸런스 있는 구성이 현대건축에 통하며, 또한 작은 공간 속에서 큰 공간을 표현하는 방법으로 현대성을 발견해 내었기 때문이라 생각된다.
현대정원은 예술 전반에 걸쳐서 그렇듯이 고유한 가운데서도 국제적인 성격을 띠고 있다. 현대작가로는 미국의 처치(T. Church)나 할프린(L. Halprin)의 유럽적인 곡선과 직선에 의한 구성의 소노마(Sonoma) 정원, 이사무 노구치(Isamu Noguchi)의 파리 유네스코 본부의 정원에서 볼 수 있는 조각과 동양정원의 돌의 구성과 미국적인 감각으로 구성한 작품, 에크보(G. Eckbo)의 해석이 분명한 곡선과 동양정원식 석조를 안배한 하리만 정원 등이 우수하다. 건축가로는 노이트라(R. Neutra)의 무어 저택의 정원 등이 대표적이다. 그 밖에 브라질의 조원가 마르크스(R. Marx)의 식물을 교묘하게 군락식재(群落植栽)해서 아름다운 패턴(pattern)을 묘출하고 있는 정원이나, 덴마크의 소렌센(C. Sorensen)의 헤르라프의 정원 등이 뛰어나다.

## 각국의 정원
최초의 서양 정원은 이집트의 수목원, 과수원, 정형화된 연못을 포함한 정원을 비롯하여, 바빌론의 공중정원(hanging garden)이 있고, 중세의 실용적인 수도원의 정원이나 이슬람 융단 무늬의 정원(사라센식 정원) 등이 원형으로 되어 있으나 특히 르네상스기에 개화한 이탈리아식 정원 및 프랑스식 정원은 가장 화려한 것으로서 후세에 큰 영향을 주었다.

### 스페인식 정원
스페인은 중정식 정원이 특징이다. 중세의 이슬람 정원의 흐름을 흡수한 스페인식 정원은 13세기부터 14세기에 걸쳐서 완성되었다. 파티오(Patio)로 불리는 안뜰을 가지고 있던 이 정원은 작열하는 기후를 누그러지게 하고 외적을 방비하는 것까지 목적으로 하고 있었다. 아케이드나 발코니에 둘러싸여서 조망되는 이 중정식 정원은 기하학 도안식의 샘물이 설치되어고 바닥에는 다채로운 원색 타일이 붙여졌다. 식물은 열대성의 녹음수나 과수, 꽃나무, 화초가 심어져 있었다. 현존하는 정원으로서는 4개의 중정을 가진 알함브라 궁원(宮苑)이 저명하다.

### 이탈리아식 정원
이탈리아의 정원은 노단(露壇) 건축이 특징이다. 15세기에서 17세기에 걸쳐서 이탈리아에서는 귀족의 별장이 차례차례로 설치되어 그것들의 대부분은 조망이 좋은 구릉지에서 자연의 경관을 전망할 수 있도록 배치되었다. 정원은 건물에서의 주축선을 따라서 테라스, 계단이나 옹벽(擁壁)이 만들어져 캐스케이드(cascade, 물 계단), 워터셔터(water shutter, 水舞台) 등 부지의 고저가 교묘하게 이용되고 있다. 또한 포장광장도 있으며 퍼걸러(pergola, 덩굴시렁), 조상(彫像), 꽃장식사발이 놓여 있고 토피어리(topiary)로 불리는, 단정하게 전정된 나무가 심어졌다. 르네상스기의 메디치가의 각 별장이나 이소라베라 등 이름난 정원이 많다.

### 프랑스식 정원
프랑스의 정원은 평면기하학의 형식이 특징이다. 유럽 각국에 영향을 준 이탈리아식 정원은 특히 프랑스식 정원을 탄생시킨 원동력이 되었다. 이는 17세기 프랑스의 위대한 조원가 르노트르(Lenotre 1613~1700)에 의해서였다. 그는 베르사유 궁원을 비롯하여 많은 걸출한 정원을 만들어내었다. 정원은 평지에 만들어져서 주요 건물의 중심선을 주축으로 하여 다시 몇몇 부축을 가진 직선에 의한 평면기하학의 정원이 광대한 평지림 속에 설치되고 큰 무늬 화단이 배치되었다. 축이 교차되는 점에는 대분수가 뿜어 올려진다. 자연식 정원에는 자연에 순응하는 형태를 취하였으나 정형식(整形式) 정원은 자연에 반항하여 자연을 왜곡하는 형태를 취하였다. 뒤의 18세기~19세기에는 프랑스에서도 영국이나 중국 풍경원(風景園)의 영향을 받아서 자연스러운 정원이 만들어지게 되었다.

### 영국식 정원
영국의 정원은 풍경의 형식이 특징이다. 18세기 중엽 이후의 자연주의 풍조는 물론 정원에도 작용하여 풍경식 정원이라 불리는 양식이 생겼다. 그것은 17세기 프랑스식 정원이 너무도 인위적이었던 것의 반동으로서의 자연주의인데 당시의 풍경화가나 시인의 영향도 컸다. 프랑스식 정원에서는 사람이 경관을 지배하였으나 풍경식 정원은 목초가 펼쳐진 구릉지나 소림(疏林)의 저지에 있는 연못이나 다리가 걸린 흐름 등 자연의 목가적이고 전원적인 풍경을 받아들여서 자연에 순응하는 형을 취하였다. 이 양식은 독일에서 과학적인 연구의 바탕으로서 쓰이는 정원으로 변화하여 갔다.

### 중국식 정원
중국의 정원은 풍경의 형식이 특징이다. 7세기 이후 18세기에 걸친 역사를 가지고 있으며, 풍경식 정원으로 불리고 있는데, 영국 풍경식이 사실주의인 데 대해서 사의주의(寫意主義) 형식을 취했다. 즉 풍경의 묘사가 아니라 신선사상이나 불교에서 보이는 동양적인 우주관을 기암기석의 석조에 의하여 표현하였다고 할 수 있다. 그러나 정원은 동시에 실용성도 중시되어 특히 후궁의 미녀 3000명을 난무시키는 대광장을 가진 정원도 만들어졌다고 한다. 정원은 정원건축 등에 의하여 여러 개로 분할되어 있어서 걸으면서 감상할 수 있도록 만들어져 있다. 중국식 정원은 자연 속에 지극히 강한 콘트라스트를 가지는 인공을 배치함을 특징으로 하고 있다. 그리고 식물은 꽃과 나무를 좋아하였고 공작을 풀어 기르거나 하였다.

## 기타
전통적으로 동양의 뜰에는 잔디를 심지 않는다. 이는 잔디가 있는 곳은 묘지를 뜻하기 때문으로, 사람이 사는 뜰에는 심지 않아야 한다.

## 같이 보기
- 공원
- 원예
- 조원술
- 정원 디자인
- 정원 디자이너
- 정원박물관
- 첼시 플라워쇼(영어판)
- 고산 정원
- 화원 (정원)

## 참고 자료
- 박찬용, 백종희 (2007년 3월 5일). 《유럽 정원 기행 : 풋내기 조경학도, 웅장하고 로맨틱한 유럽 정원을 만나다》. 대원사. ISBN 9788936907884.